# Sokoro (Samorogouan)
Pour les articles homonymes, voir Sokoro.
Sokoro – appelé Tarissi en sénoufo – est une commune rurale située dans le département de Samorogouan de la province de Kénédougou dans la région des Hauts-Bassins au Burkina Faso.

## Géographie
Sokoro est situé en pays sénoufo, à 35 km de Samorogouan. Le village est constitué de trois grands quartiers : Gnaga siguèssi, Kodomo et Gwadji tandis que les lieux-dits de brousse sont Soukou, Wayiri, Gniwewounon, Doukéré et Farigué. Les marigots du village sont appelés Lokounè et Faga.
Seule l'ethnie Sénoufos est présente dans le village.

## Administration
Dépendant sur le plan administratif du maire de Samorogouan (où le village a deux conseillers administratifs) dans ses rapports à l'État et pour l'organisation des services publics, le village de Sokoro répond également à une chefferie traditionnelle tenue par le chef coutumier (Koulfo) qui assure le respect et l'adoration des lieux sacrés et le chef du village (Kanhafolo) qui l'administre localement ; à Sokoro ces chefferies sont réunies et sont assurées par une même personne. Cette chefferie est transmise de manière patrilinéaire au sein de la famille Coulibaly et passe à l'homme le plus âgé dans la grande famille paternelle de l'ancien chef à sa mort ; les généalogies sont pour les chefs du village : Gnaga, Bitou, Natagui, Kognan, Kigna, Gnimilo, Zégué, Koulsama, Karfa, Titougou, Zando, N'Go et N'Golo Adama Coulibaly.

## Économie
L'économie de la commune repose sur l'agriculture de subsistance (mil, maïs, sorgho, haricot, arachides, sésame, riz) ainsi que sur la culture de rente du coton depuis 1960. Sokoro a quatre Groupements de producteurs de coton (les GPCs Faso dèmè, Faso bèni bèrè, Faso limaniya et Ala ka se) dans le village, deux associations de culture, ainsi qu'une association de femmes. L'élevage (bœufs, chèvres, moutons, volailles) est aussi pratiqué.
Il n'y a pas de marché dans le village.

## Santé et éducation
Le centre de soins le plus proche de Sokoro sont les centre de santé et de promotion sociale (CSPS) de Samorogouan et de Kourouma. Il y a un forage et un puits à grand diamètre, réalisé par la population en 1984 dans le quartier Ganga siguèssi.
Il n'existe pas de centre d'alphabétisation à Sokoro, mais seulement une école primaire de trois classes ouvertes en 1999 dans le quartier Gwadji. Les élèves voulant poursuivre leur instruction doivent aller à Kourouma.

## Religion
Historiquement de religion traditionnelle reposant sur le fétichisme, il n'existe plus de pratiques et d'adoration de fétiches ni de lieux sacrés dans le village – ce qui est relativement rare dans cette région du Burkina Faso. L'islam sunnite est la seule religion pratiquée à Sokoro dans la mosquée du quartier de Gnaga seguèssi.